# Brucetown (Virginie)
Brucetown est une census-designated place située dans le comté de Frederick, dans l’État de Virginie, aux États-Unis. Lors du recensement de 2020, elle comptait 274 habitants.